# Liotrachela ceramica
Liotrachela ceramica är en insektsart som beskrevs av Heinrich Hugo Karny 1926. Liotrachela ceramica ingår i släktet Liotrachela och familjen vårtbitare. Inga underarter finns listade i Catalogue of Life.